# 筋型動脈
筋型動脈（きんがたどうみゃく、英:muscular artery）とは中膜において平滑筋細胞が発達している動脈。固有の解剖学名を持つ動脈の大部分とその分枝が筋型動脈に分類される。内膜の最外層には中膜と境界をなす内弾性膜が存在する。中膜の平滑筋細胞は収縮により動脈の内径を変化させ、分布領域の要求に応じた血液供給を行う。